# Jan Szostak (1913–1988)
Jan Szostak (ur. 22 października 1913 w Szwagrowie, zm. 4 maja 1988 w Lublinie) – polski ślusarz, poseł na Sejm PRL III kadencji.

## Życiorys
Uzyskał wykształcenie średnie niepełne, z zawodu ślusarz. Sprawował funkcję przewodniczącego rady zakładowej w parowozowni Polskich Kolei Państwowych w Lublinie. W 1961 uzyskał mandat posła na Sejm PRL w okręgu Lublin, będąc członkiem Polskiej Zjednoczonej Partii Robotniczej. W parlamencie zasiadał w Komisji Komunikacji i Łączności oraz w Komisji Przemysłu Ciężkiego, Chemicznego i Górnictwa.
Odznaczony Krzyżem Kawalerskim i Oficerskim Orderu Odrodzenia Polski.
Został pochowany na cmentarzu komunalnym w Lublinie.